# Arroio do Meio
Arroio do Meio é um município brasileiro do estado do Rio Grande do Sul.

## História
A área hoje ocupada pelo município de Arroio do Meio pertencia, até sua emancipação, aos municípios de Lajeado e Encantado. O município localiza-se às margens do Rio Taquari.
Sua denominação, originou-se da existência de três arroios: o Grande, o Forqueta e o do Meio, este situado entre os dois primeiros.
Primitivamente, as terras do atual município foram habitadas apenas por índios, em que a primeira exploração do território ocorreu em 1633 por padres jesuítas espanhóis, e logo após, em 1636, por grupos de bandeirantes, incentivados pela Coroa Portuguesa, em busca de metais preciosos e indígenas.
De acordo com um trabalho apresentado por Dante de Laytano, a 1ª sesmaria em terras de Arroio do Meio teria sido concedida em 1816, pelo Marquês do Alegrete a José Ricardo Villanova e localizava-se às margens do Rio Taquari, tendo sido denominada Fazenda São Caetano.
Mais adiante, em 1844, Villanova teria vendido as terras de São Caetano para o Capitão Francisco Silvestre Ribeiro que, por seu turno, também recebeu do governo uma área que ia de São Caetano até o arroio Jacaré em Encantado, possuindo, assim, uma grande parte do território do atual Arroio do Meio e, então, iniciando de fato as atividades na Fazenda São Caetano por volta de 1850.
Em 1860, o imigrante alemão Johann Adam Gerhard e seus filhos adquirem, dos herdeiros do capitão, a parte da fazenda onde hoje se localiza São Caetano, sendo os primeiros imigrantes fixados em Arroio do Meio. Em 1861, a parte da fazenda compreendida entre a Rua Gustavo Wienandts até o Arroio Forqueta foi comprada por Antônio Fialho de Vargas, e nas décadas de 1860 e 1870 chegam mais famílias de imigrantes alemães, italianos e de outras etnias.
Na época, o povoado era chamado Nossa Senhora do Auxílio da Barra do Arroio do Meio e pertencia a Taquari. Mais tarde foi parte de Estrela e de Lajeado.
O distrito criado com nome de Arroio do Meio é decorrente dos atos municipais nº 33, de 21 de outubro de 1910, e nº 473, de 21 de dezembro de 1914, instalado em 10 de janeiro de 1915, junto ao município de Lajeado. Arroio do Meio foi, então, elevado a município em 1934, pelo decreto nº 5.759, de 28 de novembro de 1934, sendo então desmembrado dos municípios de Lajeado e Encantado. A instalação do município ocorre posteriormente, em 02 de janeiro de 1935.

## Idiomas regionais
O Riograndenser Hunsrückisch, ou hunriqueano riograndense em língua nacional, é uma língua minoritária sulbrasileira de origem germânica falada desde tempos pioneiros em Arroio do Meio bem como por milhares de pessoas espalhadas por vários outros municípios do estado e mesmo em regiões adjacentes.

## Turismo
Os principais pontos turísticos do município são:
- Museu Municipal, no entorno da Praça Flores da Cunha. O prédio foi construído em 1928, onde sediou o governo municipal de 1951 até o ano de 1974. Em 1984 foi declarado de utilidade pública e até há pouco tempo abrigava a Secretaria de Educação e Cultura do Município. Atualmente é o local onde encontram-se os acervos históricos do município.
- Centro de Lazer Arroio Grande, está localizado junto ao Arroio Grande, o local possui uma natureza privilegiada. Recebe inúmeros visitantes devido a seu amplo espaço para descanso, locais para banho e açudes para pescaria. O Pesque e Pague possui piscinas, restaurante, banheiros, churrasqueiras cobertas e a céu aberto, campos para futebol, etc.
- Morro Gaúcho, destaca-se pelos seus 559 metros acima do nível do mar;
- Caminho da Forqueta[9]
- Ponte de ferro sobre o rio Forqueta: começou a ser construída em 1927, sendo a obra paralisada em 1929 por falta de verbas. Concluída após uma década, foi inaugurada em 16 de julho de 1939, com a presença de autoridades, entre elas o interventor do estado, Osvaldo Cordeiro de Farias. Sua estrutura veio da Alemanha, sendo o responsável técnico o engenheiro Guthmann. Até a conclusão da ponte a travessia ocorria por meio de balsa.

## Cidade irmã
- Boppard am Rhein, Alemanha.